# Carol Queen

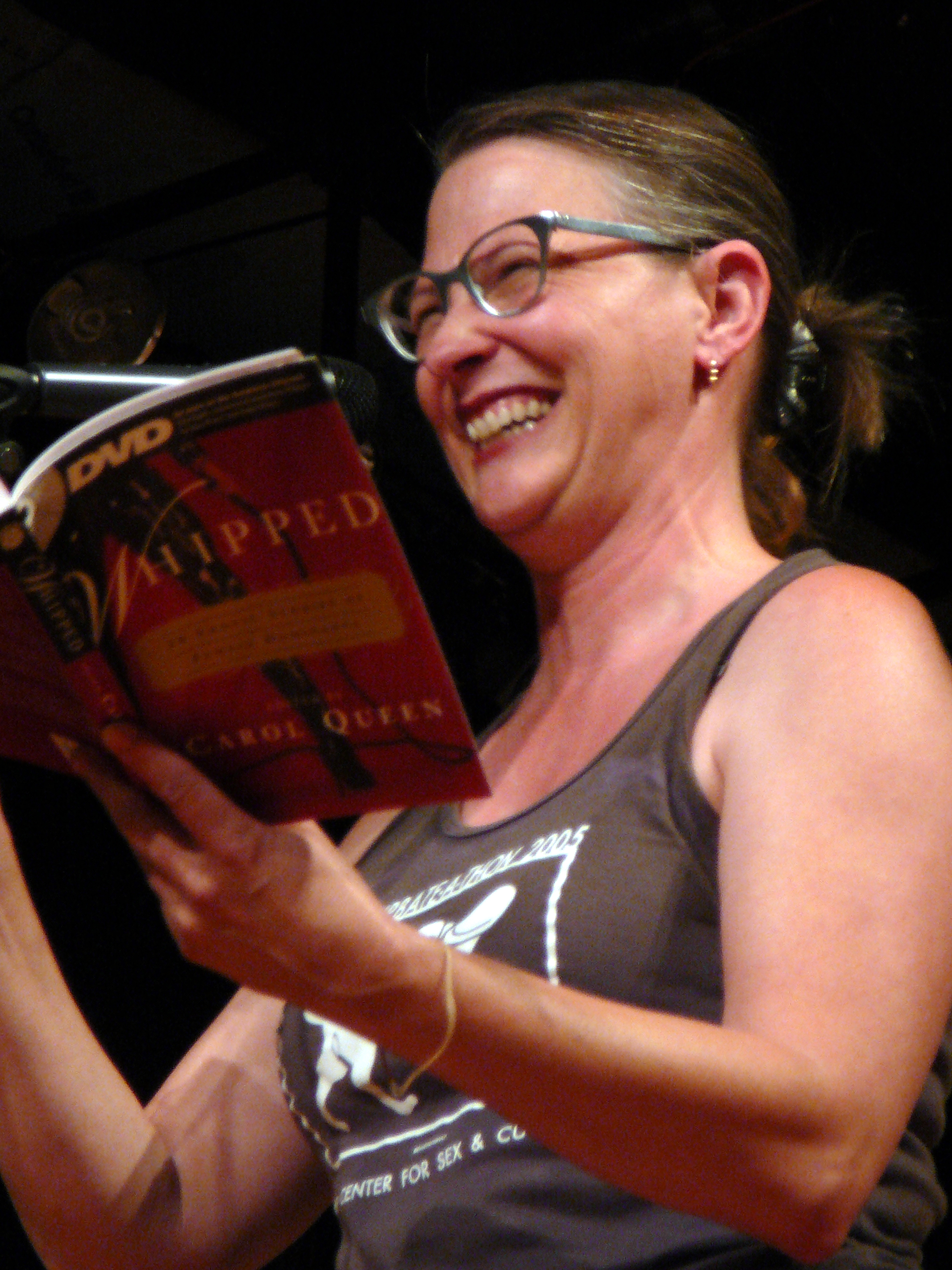
Carol Queen 2006

Carol Queen (* 1957) ist eine amerikanische Autorin, Herausgeberin und Sexualwissenschaftlerin. Sie ist eine Vertreterin des Sex-positive Feminism und eine LGBT-Aktivistin.
Carol Queen studierte Soziologie an der University of Oregon und hält einen Ph. D. in Sexualwissenschaft des Institute for Advanced Study of Human Sexuality in San Francisco, dessen Abschlüsse allerdings nicht offiziell anerkannt sind. 1975 half sie, die GAYouth in Eugene, Oregon, zu gründen, eine der ersten Jugendorganisationen für Lesben und Schwule. Sie war die Vorsitzende der schwullesbischen Studentenvereinigung ihrer Universität und setzte sich als Mitglied der Eugene Citizens for Human Rights für die Rechte Homosexueller ein. Sie schreibt sowohl Romane als auch Sachbücher, sowie mehrere Kolumnen, die unter anderem im Spectator Magazine und im Playboy Online erschienen.
Queen ist Vorstandsmitglied und verantwortliche Sexualwissenschaftlerin der Sexshopkette Good Vibrations. In dieser Funktion unterrichtet sie das Personal des Unternehmens und veranstaltet Workshops zu sexuellen Themen. Sie propagiert Pegging als sexuelle Praktik und konzipierte eine Lehrvideo-Reihe mit dem Titel Bend Over Boyfriend zu diesem Thema, in der sie auch selbst die Hauptrolle spielte.
Zusammen mit Mitherausgeber Lawrence Schimel erhielt sie 1998 für PoMoSexuals: Challenging Assumptions about Gender and Sexuality den Lambda Literary Award in der Kategorie Transgender.
Gemeinsam mit Robert Morgan Lawrence rief sie 2004 das Center for Sex and Culture ins Leben, das mit Good Vibrations kooperiert, und für das sie ebenfalls Workshops abhält.

## Werke
Als Autorin
- Exhibitionism for the Shy: Show Off, Dress Up and Talk Hot. Down There Press, 1995. ISBN 0-940208-16-4
- Real Live Nude Girl: Chronicles of Sex-Positive Culture. Cleis Press, 1997. ISBN 1-57344-073-6
- The Leather Daddy and the Femme. Cleis Press, 1998. ISBN 0-940208-31-8

Als Herausgeberin
- Switch Hitters: Lesbians Write Gay Male Erotica and Gay Men Write Lesbian Erotica, mit Lawrence Schimel. Cleis Press, 1996. ISBN 1-57344-021-3
- PoMoSexuals: Challenging Assumptions About Gender and Sexuality, with Lawrence Schimel. Cleis Press, 1997. ISBN 1-57344-074-4
- Sex Spoken Here: Stories from the Good Vibrations Erotic Reading Circle, mit Jack R. Davis. Down There Press, 1998. ISBN 0-940208-19-9
- Best Bisexual Erotica, mit Bill Brent. Black Books, 2000. ISBN 0-7394-1209-4
- Best Bisexual Erotica Vol. 2, mit Bill Brent. Black Books, 2001. ISBN 1-892723-10-7
- Speaking Parts: Provocative Lesbian Erotica, mit M. Christian. Alyson Books, 2002. ISBN 1-55583-700-X
- Best Bisexual Erotica (Best of Series Vol. 1), mit Bill Brent. Circlet Press, 2003. ISBN 1-885865-47-3
- 5 Minute Erotica. Running Press, 2003. ISBN 0-7624-1560-6
- Whipped: 20 Erotic Stories of Female Dominance. Chamberlain Bros., 2005. ISBN 1-59609-046-4